# قيس بن أحمد البوسعيدي
هو قيس بن أحمد بن سعيد آل بو سعيد، كان حاكم صحار زمن والده أحمد بن سعيد البوسعيدي
حاول السيطرة على مسقط، فوصلت قوة من الوهابيين إلى صحار لنجدة بدر، فاضطر قيس للتخلي عن مطرح

## وفاته
قتل في معركة معركة خورفكانمع سلطان بن صقر القاسمي سنة 1223 هـ

## الهوامش
1. ↑  بن بشر (1982). ص 297
2. ↑  لوريمر. ص 684
3. ↑  بن بشر (1982). ص 298